# Lista över fornlämningar i Falkenbergs kommun (Abild)
Lista över fornlämningar i Falkenbergs kommun (Abild) är en förteckning av ett urval av de fornlämningar som finns i Abild i Falkenbergs kommun.
| Namn                    | Lämningstyp                 | Tillkomsttid | Historisk indelning | Plats | Läge                 | ID-nr          | Bild                                      |
| ----------------------- | --------------------------- | ------------ | ------------------- | ----- | -------------------- | -------------- | ----------------------------------------- |
| Abild 2:1               | Hög                         |              | Abild, Halland      |       | 56.937663, 12.710785 | 10143100020001 | Ladda upp en bild av detta fornminne      |
| Abild 3:1               | Stensättning                |              | Abild, Halland      |       | 56.936769, 12.706375 | 10143100030001 | Ladda upp en bild av detta fornminne      |
| Abild 4:2               | Stensättning                |              | Abild, Halland      |       | 56.925516, 12.713219 | 10143100040002 | Ladda upp en bild av detta fornminne      |
| Abild 7:1               | Stensättning                |              | Abild, Halland      |       | 56.928671, 12.713325 | 10143100070001 | Ladda upp en bild av detta fornminne      |
| Munkestenen (Abild 9:1) | Hällristning                |              | Abild, Halland      |       | 56.944847, 12.713045 | 10143100090001 | Ladda upp en bild av detta fornminne      |
| Munkestenen (Abild 9:2) | Hällristning                |              | Abild, Halland      |       | 56.944856, 12.713036 | 10143100090002 | Ladda upp en till bild av detta fornminne |
| Abild 10:2              | Stensättning                |              | Abild, Halland      |       | 56.942978, 12.713730 | 10143100100002 | Ladda upp en bild av detta fornminne      |
| Abild 10:3              | Stensättning                |              | Abild, Halland      |       | 56.942586, 12.713765 | 10143100100003 | Ladda upp en bild av detta fornminne      |
| Abild 11:1              | Stensättning                |              | Abild, Halland      |       | 56.941618, 12.702234 | 10143100110001 | Ladda upp en bild av detta fornminne      |
| Abild 11:2              | Stensättning                |              | Abild, Halland      |       | 56.941799, 12.702206 | 10143100110002 | Ladda upp en bild av detta fornminne      |
| Abild 17:1              | Stensättning                |              | Abild, Halland      |       | 56.950145, 12.718325 | 10143100170001 | Ladda upp en bild av detta fornminne      |
| Abild 17:2              | Stensättning                |              | Abild, Halland      |       | 56.950265, 12.718476 | 10143100170002 | Ladda upp en bild av detta fornminne      |
| Abild 18:1              | Stensättning                |              | Abild, Halland      |       | 56.951930, 12.717104 | 10143100180001 | Ladda upp en bild av detta fornminne      |
| Kullaberg (Abild 19:1)  | Stensättning                |              | Abild, Halland      |       | 56.956606, 12.692366 | 10143100190001 | Ladda upp en bild av detta fornminne      |
| Kullaberg (Abild 19:2)  | Stensättning                |              | Abild, Halland      |       | 56.956450, 12.692464 | 10143100190002 | Ladda upp en bild av detta fornminne      |
| Abild 20:1              | Stensättning                |              | Abild, Halland      |       | 56.951247, 12.697917 | 10143100200001 | Ladda upp en bild av detta fornminne      |
| Abild 21:1              | Grav markerad av sten/block |              | Abild, Halland      |       | 56.955895, 12.725152 | 10143100210001 | Ladda upp en bild av detta fornminne      |
| Abild 22:1              | Gravfält                    |              | Abild, Halland      |       | 56.959849, 12.727279 | 10143100220001 | Ladda upp en bild av detta fornminne      |
| Abild 23:1              | Stensättning                |              | Abild, Halland      |       | 56.952861, 12.801275 | 10143100230001 | Ladda upp en bild av detta fornminne      |
| Abild 23:2              | Stensättning                |              | Abild, Halland      |       | 56.953162, 12.800501 | 10143100230002 | Ladda upp en bild av detta fornminne      |
| Abild 38:1              | Stensättning                |              | Abild, Halland      |       | 56.957200, 12.689557 | 10143100380001 | Ladda upp en bild av detta fornminne      |
| Abild 48:1              | Stensättning                |              | Abild, Halland      |       | 56.940816, 12.702115 | 10143100480001 | Ladda upp en bild av detta fornminne      |
| Abild 53:1              | Röse                        |              | Abild, Halland      |       | 56.937625, 12.716773 | 10143100530001 | Ladda upp en bild av detta fornminne      |
| Abild 80:1              | Stensättning                |              | Abild, Halland      |       | 56.958994, 12.725223 | 10143100800001 | Ladda upp en bild av detta fornminne      |
| Abild 80:2              | Stensättning                |              | Abild, Halland      |       | 56.958513, 12.724841 | 10143100800002 | Ladda upp en bild av detta fornminne      |
| Abild 84:1              | Stensättning                |              | Abild, Halland      |       | 56.949051, 12.764793 | 10143100840001 | Ladda upp en bild av detta fornminne      |
| Vessige 113:3           | Stensättning                |              | Abild, Halland      |       | 56.959906, 12.725679 | 10151901130003 | Ladda upp en bild av detta fornminne      |
| Vessige 188:1           | Hällristning                |              | Abild, Halland      |       | 56.962641, 12.717704 | 10151901880001 | Ladda upp en bild av detta fornminne      |